# Raid de Wilson–Kautz
Guerre de Sécession
Batailles
Campagne de Richmond-Petersburg
- 1re Petersburg
- 2e Petersburg
- Jerusalem Plank Road
- Raid de Wilson–Kautz
- Stauton River Bridge
- Sappony Church
- 1re Ream's Station
- 1re Deep Bottom
- Cratère
- 2e Deep Bottom
- Globe Tavern
- 2e Ream's Station
- Raid de Beefsteak
- Chaffin's Farm
- Peebles' Farm
- Vaughan Road
- Darbytown & New Market Roads
- Darbytown Road
- Fair Oaks & Darbytown Road
- Boydton Plank Road
- Bataille de Trent's Reach
- Hatcher's Run
- Fort Stedman

Le raid de Wilson–Kautz est une opération de cavalerie dans le centre-sud de la Virginie à la fin de juin 1864, pendant la guerre de Sécession. Survenant tôt lors de la campagne de Richmond-Petersburg, le raid est mené par la cavalerie de l'Union sous les ordres des brigadiers généraux James H. Wilson et August Kautz, qui ont reçu l'ordre de couper les chemins de fer entre Lynchburg, en Virginie, et le centre de ravitaillement ferroviaire essentiel confédéré à Petersburg. Alors que le raid a l'effet escompté en perturbant les communications ferroviaires confédérées pendant plusieurs semaines, les forces du raid perdent une bonne partie de leur artillerie, tous leurs trains d'approvisionnement, et près d'un tiers de l'effectif initial, surtout faite prisonnière par les confédérés.[pas clair]

## Contexte
Immédiatement à la suite de la campagne de l'Overland, le commandant de l'armée  de l'Union, le lieutenant général Ulysses S. Grant, propose d'encercler la capitale confédérée, Richmond et son centre d'approvisionnement stratégique, à seize kilomètres (dix miles) au sud de Petersburg. Tandis que l'infanterie commence les travaux de retranchement, Grant décide de profiter des nouvelles positions pour lancer des opérations légères avec l'objectif de perturber l'activité ferroviaire.
Le 22 juin, 5 000 cavaliers de l'Union et 16 pièces d'artillerie sont retirés du siège de Petersburg et sont envoyés, sous le commandement des brigadiers généraux James H. Wilson et August V. Kautz, pour détruire les lignes d'approvisionnement.

## Forces en présence
| Commandants de l'Union                                             |
| ------------------------------------------------------------------ |
| - Brig. Gen. - Brig. Gen.                                          |
| Commandants confédérés                                             |
| - Maj. Gen. William H.F. Lee, CSA - Brig. Gen. William Mahone, CSA |

## Batailles
Bataille de Staunton River Bridge (25 juin 1864) 36° 53′ 14″ N, 76° 42′ 13″ O
En dépit de la poursuite et du harcèlement de la part de la cavalerie confédérée sous le commandement du major général W. H. F. "Rooney" Lee, la cavalerie de l'Union parvient à détruire 60 milles (97 km) de voies ferrées pendant les trois premiers jours. Approchant du pont sur la rivière Staunton à Roanoke Station, les éclaireurs de l'Union voient ce qui semble être des renforts confédérés arrivant par train, mais c'est plutôt une ruse élaborée destinée à retarder l'attaque de la force de cavalerie de l'Union qui progresse rapidement. Le commandant du détachement confédéré, le capitaine Benjamin L. Farinholt, utilise ce temps pour monter une force de « vieux hommes et de jeunes garçons », élaborée à partir des comtés avoisinants qui comprend des réguliers, des réservistes, les volontaires locaux et les six canons. Lorsque la charge attendue de cavalerie de l'Union survient finalement, la force de Farinholt, déployée dans les positions préparées, repousse la force supérieure. Quelques heures plus tard, la cavalerie poursuivante de Lee rattrape l'arrière-garde de Wilson. Malgré le succès précédent, Kautz ne parvient pas à détruire le pont de chemin de fer, et la force part vers l'est.
Bataille de Sappony Church (28 juin 1864) 36° 56′ 45″ N, 77° 27′ 11″ O
Après plus d'une semaine d'opérations en continu en territoire ennemi, les brigades de Wilson et de Kautz traversent la rivière Nottoway, atteignent le dépôt de Stony Creek Depot sur le chemin de fer de Wilmington et Weldon et sont à seize kilomètres (dix miles) des lignes amies. Avant d'atteindre Stony Creek, ils subissent une attaque de la division de cavalerie du major général Wade Hampton sur leur chemin. La brigade de cavalerie de Lee rattrape à nouveau la force de l'Union sur ses arrières, et les fédéraux sont forcés de partir vers le nord en direction du gué de Ream's Station.
Première bataille de Ream's Station (29 juin 1864) 37° 05′ 45″ N, 77° 25′ 21″ O
Les cavaliers de l'Union épuisés doivent aller vers Ream's Station espérant qu'elle est dans des mains amies, se retrouvant pratiquement encerclés et soumis à une attaque de l'infanterie confédérée sous les ordres du brigadier général William Mahone et de la poursuite incessante de Lee, les commandants de brigade Wilson et Kautz sont obligés d'abandonner leur artillerie, de brûler leurs derniers wagons de ravitaillement, et se séparent, tentant des sorties vers l'est en direction des forces de l'Union du major général Benjamin F. Butler. La brigade de Kautz traverse la campagne vers le sud-est, où elle parvient aux lignes amies après le crépuscule. Après avoir subi de lourdes pertes, la brigade de Wilson retraite vers le sud-ouest pour retraverser la rivière Nottoway et atteint finalement vers le nord la sécurité à Light House Point le 2 juillet.